# Plagiolabra nigra
Plagiolabra nigra är en stekelart som beskrevs av Schulthess 1903. Plagiolabra nigra ingår i släktet Plagiolabra och familjen Eumenidae. Inga underarter finns listade i Catalogue of Life.